# Batalla de Neuwied (1797)
La batalla de Neuwied (18 de abril de 1797) fue un enfrentamiento librado en suelo alemán, en el que las tropas napoleónicas lideradas por Lazare Hoche derrotaron al ejército austriaco de Franz von Werneck. 
Tuvo lugar en el entorno de la localidad alemana de Neuwied (Renania-Palatinado), muy cerca de Coblenza, en la margen derecha del río Rin. El combate se enmarca en la fase inicial del conflicto, formando parte de la Guerra de la Primera Coalición, a su vez dentro de las Guerras revolucionarias francesas. 
El repentino ataque del ejército francés de Sambre-et-Meuse sorprendió a sus enemigos y rompió sus líneas. Aparte de los 1000 hombres muertos y heridos, las pérdidas de los austríacos  incluyeron al menos 3000 prisioneros, 24 piezas de artillería, 60 carruajes y cinco estandartes. Por su parte, los franceses perdieron 2000 hombres entre muertos, heridos y capturados. 
Las pérdidas fueron en vano, porque Napoleón Bonaparte firmó los Preliminares de Leoben con Austria el mismo día, y el armisticio detuvo la lucha para que ambas partes pudieran negociar una paz. 

## La batalla

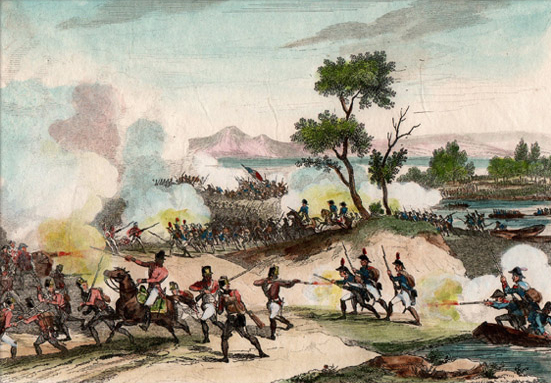
Batalla de Neuwied (dibujo de 1837)

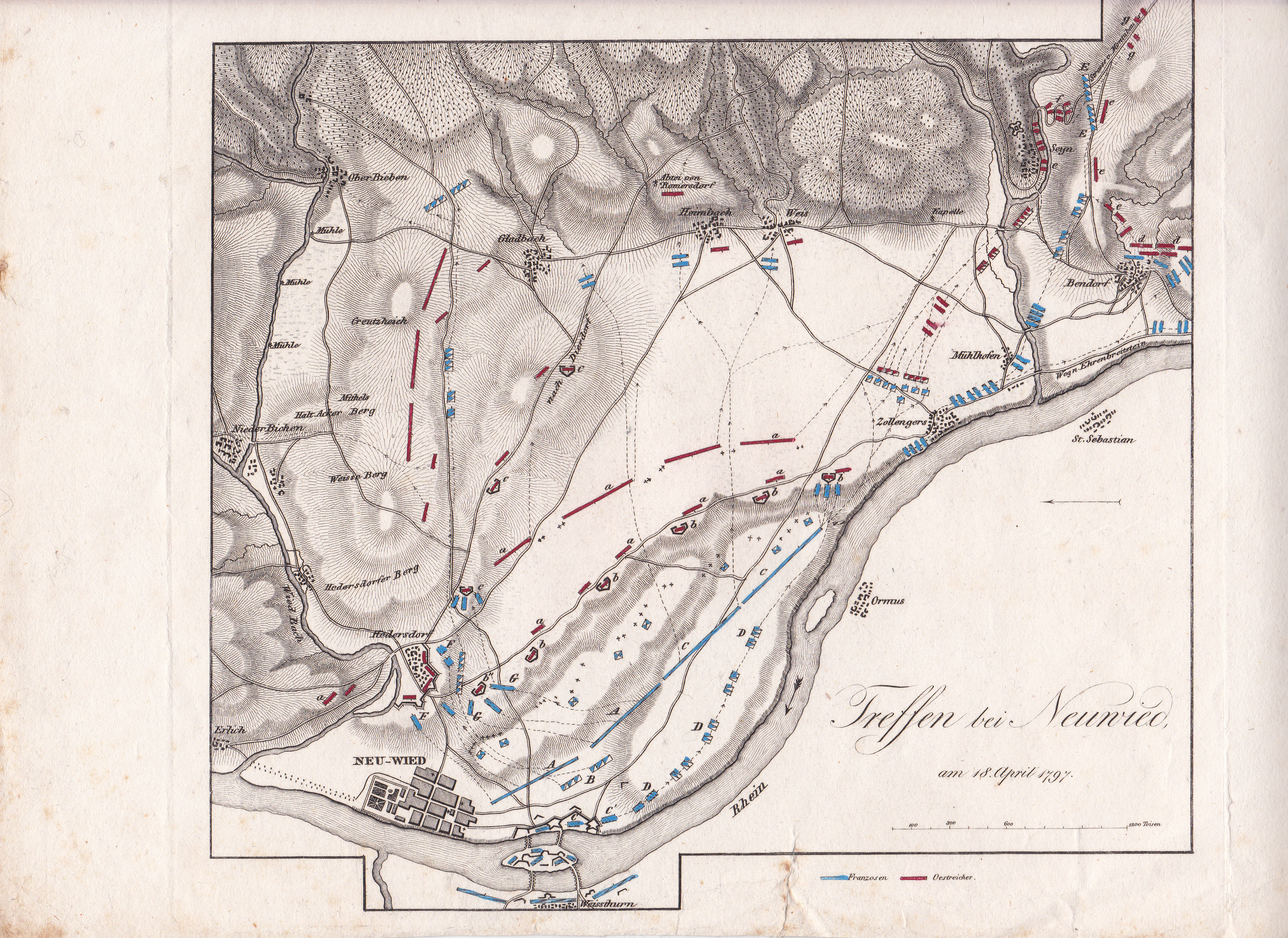
Movimientos de las tropas durante la batalla

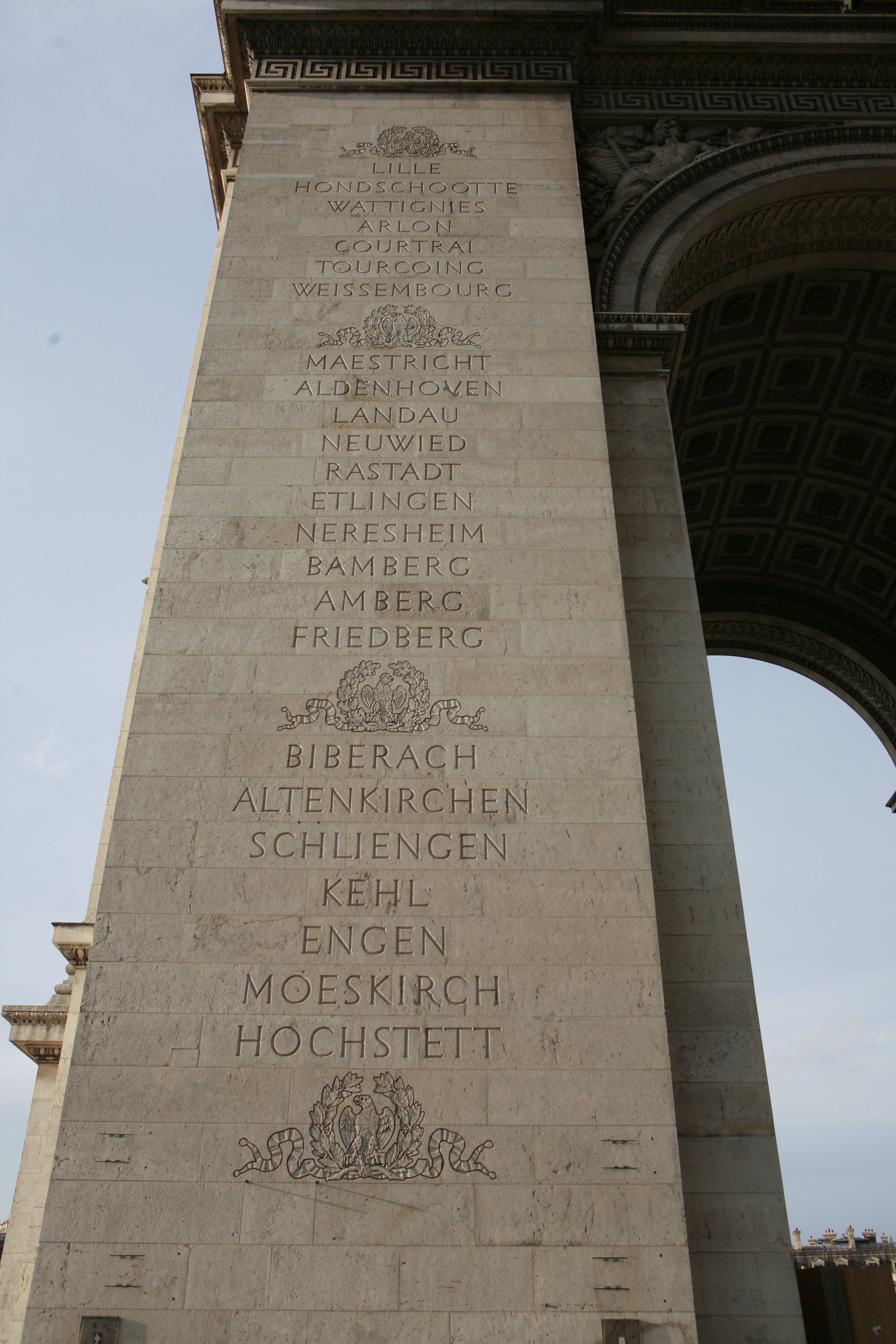
Inscripción de la batalla en el Arco de Triunfo de París

La batalla se abrió con un cañonazo austriaco, que desencadenó el ataque del ala derecha francesa sobre el ala izquierda austriaca comandada por Pál Kray. Después de varios ataques contra la posición clave en la derecha austriaca, cerca del pueblo de Bendorff, la infantería francesa, ayudada por varios escuadrones de cazadores, pudo desalojar a los austriacos de esta posición. Una carga de caballería francesa expulsó a los austriacos de la aldea de Sayn. A continuación, el general Hoche lanzó una columna a las órdenes de Antoine Richepanse para perseguir a los austriacos en retirada. Richepanse logró capturar siete cañones, cincuenta cajones y cinco estandartes austriacos. La infantería francesa, apoyada por los cañones de François Joseph Lefebvre, logró desalojar a los austriacos de la aldea de Zolenberg, causando la derrota final del ala izquierda austriaca. 
Cuando la derecha francesa atacó a la izquierda austriaca, Hoche lanzó un segundo asalto, esta vez sobre el centro austriaco. Después de un bombardeo de artillería, los granaderos del general Paul Grenier asaltaron los reductos de Hettersdorff y tomaron la aldea en una carga de bayoneta, mientras que los húsares de Michel Ney superaron la posición central austriaca desde la izquierda. Estos ataques obligaron al centro austriaco a retirarse. 
Después de ser desalojada por Richepanse, la izquierda austriaca fue concentrada de nuevo  por Kray, quien fue capaz de resistir nuevos ataques franceses. Para contrarrestar esta nueva defensa, Hoche lanzó los granaderos de Grenier y varios escuadrones de dragones y los húsares de Ney contra Kray. Ney, con unos 500 húsares, se dirigió a Dierdorf, donde se enfrentó con la reserva austriaca de 6000 hombres durante cuatro horas, hasta que el resto del ejército francés lo alcanzó. Durante un contraataque de la caballería austriaca, el caballo de Ney se cayó, y el oficial francés fue capturado. Bajo el empuje de este ataque, la izquierda austriaca colapsó y en la persecución los húsares capturaron a 4000 hombres y dos estandartes. En su parte del campo de batalla, el ala izquierda francesa a las órdenes de Jean Étienne Championnet logró expulsar a los austriacos de Altenkirchen y Kerathh.

## Resultado
El ejército austríaco perdió 3000 hombres en la batalla y otros 7000 hombres fueron hechos prisioneros tras el combate. Los franceses capturaron veintisiete cañones y siete estandartes austriacos en esta gran victoria. La exitosa ofensiva de Hoche fue detenida por las noticias de los preliminares de Leoben, que llevaron a la firma del Tratado de Campo Formio. La Batalla de Neuwied está inscrita en el Arco de Triunfo de París. 